# Morcar
Morcar (auch Morkere, altenglisch Mōrcǣr; † 1087) war der Sohn von Ælfgar, dem Earl of Mercia, und der jüngere Bruder von Edwin (altenglisch Ēadwine). Morcar war von 1065 bis 1066 Earl of Northumbria, bis er von Wilhelm dem Eroberer durch Copsi (altenglisch Cōpsige) ersetzt wurde.
1065 revoltierten die Northumbrier gegen ihren despotischen Earl Tostig Godwinson, worauf Eduard der Bekenner ihn durch Morcar ersetzte. 1066 fiel Tostig in Mercia ein und wurde von Edwin und Morcar gestoppt. Tostig musste sich darauf nach Schottland zurückziehen. Später, noch im selben Jahr, kehrte Tostig nach Northumbria mit einem Heer des norwegischen Königs Harald Hardråde zurück. Morcar und Edwin stellten sich dem norwegischen Heer und fügten ihm schwere Verluste zu, erlitten aber am 20. September 1066 in der Schlacht bei Fulford eine verheerende Niederlage. Morcar und Edwin überlebten und konnten sich in Sicherheit bringen.
Nach dem Tod des englischen Königs Harold Godwinson in der Schlacht von Hastings im Jahr 1066, unterstützten Morcar und Edwin Edgar Ætheling, einen Witan, der Anspruch auf den englischen Thron geltend machte. Edgar sah sich aber nicht in der Lage, die norwegische und normannische Invasion unter Herzog Wilhelm II. der Normandie zurückzuschlagen.
1068 starteten Morcar und sein Bruder eine Revolte in Mercia, mussten aber aufgrund des Eingreifens König Wilhelm I. schnell kapitulieren. Obwohl sie begnadigt worden waren, stellten sie sich im Frühjahr 1071 erneut gegen Wilhelm I. Edwin wurde bald darauf betrogen und während eines Überfalls getötet, während Morcar sich der Rebellion im Isle of Ely anschloss, die der Abt von Ely initiierte und die von Hereward the Wake organisiert wurde. Als die Normannen das Isle of Ely einnahmen, wurde Morcar gefangen genommen und inhaftiert. Er blieb bis Wilhelms Tod im Jahre 1087 in Gefangenschaft, als dieser auf dem Sterbebett anordnete, dass alle seine Gefangenen freizulassen seien. Nach einer kurzen Zeit auf freiem Fuß wurde er erneut inhaftiert, dieses Mal vom neuen König William Rufus. Morcar starb 1087 in Gefangenschaft.